# Tenthredo amoena
 Tenthredo amoena  ist eine Art aus der Familie der Echten Blattwespen (Tenthredinidae). Sie gehört zur Untergattung Zonuledo von Tenthredo, die von manchen Bearbeitern als eigene Gattung aufgefasst wird.

## Merkmale
Die Art erreicht 9 bis 11 Millimeter Körperlänge. Wie alle Arten der Untergattung Zonuledo ist sie schwarz gefärbt mit gelber Zeichnung, mit kurzen Fühlern, die etwa anderthalb mal so lang sind wie die Kopfbreite und am Ende schwach gekeult sind. Die Flügel aller Arten sind etwas gelblich getönt.
Die Art kann von den verwandten Arten in Mitteleuropa anhand der Zeichnung unterschieden werden. Beim Weibchen sind die Schenkel der Mittel- und Vorderbeine gelb mit schwarzer Zeichnung. Das erste Fühlerglied, der Scapus, ist rein gelb. Die Flügelschuppen (Tegula) sind gelb gerandet, selten auch ganz gelb. Das fünfte Tergit des Hinterleibs ist am Vorderrand gelb oder ganz gelb gefärbt. Die Spitzen der Hinterschienen sind rotgelb, niemals schwarz. Die Mesepisternen (das ist der untere seitliche Teil des mittleren Rumpfabschnitts, oberhalb der Hüften der Mittelbeine) sind punktiert und glänzend. Beim Männchen sind die vorderen (apikalen) Sternite des Hinterleibs geschwärzt. Die Hinterschenkel sind rein schwarz. Die Metepisternen sind schwarz, manchmal teilweise schmutzig gelb. Der Scapus der Fühler ist gelb ohne Schwärzung, das Scutellum ist oft gelb gefleckt, selten wie bei Tenthredo distinguenda rein schwarz.

## Verbreitung
Die Art lebt in fast ganz Europa, nördlich bis Norwegen, südlich bis zum Mittelmeer, westlich bis Großbritannien und Frankreich, nach Osten bis Baschkirien im östlichen Teil des europäischen Russlands. Angaben der Art auch aus Kleinasien sind unsicher und beruhen möglicherweise auf Verwechslungen. Entgegen früheren Vermutungen besiedelt die Art auch die Iberische Halbinsel.
In Deutschland ist die Art verbreitet und häufig.

## Lebensweise und Ökologie
Im Juni, Juli paaren sie sich oft auf Blüten vor allem von Doldenblütlern, die Imagines ernähren sich von Pollen und Nektar. Die Larven leben auf Arten der Gattung Johanniskraut (Hypericum), insbesondere Echtes Johanniskraut und Geflecktes Johanniskraut. Die raupenähnlichen Larven (Afterraupen) sind gelb und grün gefärbt mit gelber Kopfkapsel.

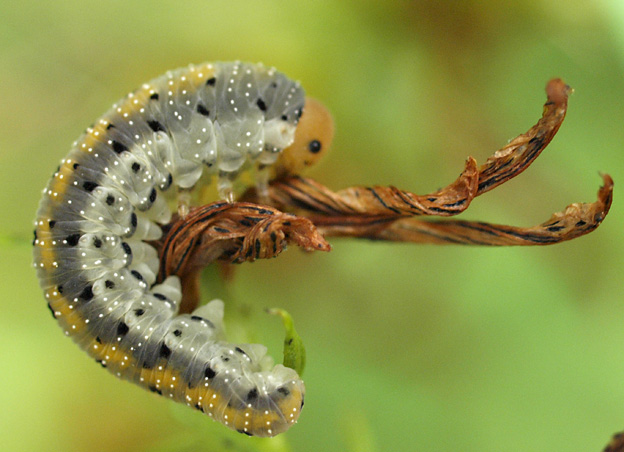
Larve auf Hypericum perforatum